# 1917 no Brasil
Esta é uma cronologia dos fatos acontecimentos de ano 1917 no Brasil.

## Incumbentes
- Presidente do Brasil - Venceslau Brás (15 de novembro de 1914 - 15 de novembro de 1918)

## Eventos
- 20 de janeiro: Lançado em disco "Pelo Telefone", considerado o primeiro samba a ser gravado no Brasil.
- 3 de abril: O navio brasileiro Paraná é torpedeado por um submarino alemão durante a Primeira Guerra Mundial.[1]
- 11 de abril: O Brasil rompe as relações diplomáticas com a Alemanha.[2][3]
- 22 de maio: O Congresso brasileiro aprova a revogação da neutralidade do país pelo presidente Venceslau Brás.[4]
- 16 de julho: Em São Paulo, milhares de trabalhadores aprovam o fim da primeira greve geral no Brasil.
- 9 de setembro: Venceslau Brás afasta-se de cargo da presidência da República por motivos de saúde. Durante sua ausência, o poder vai ser assumido pelo vice-presidente, Urbano Santos da Costa Araújo.[5]
- 9 de outubro: Venceslau Brás reassume o cargo da presidência da República.
- 23 de outubro: O cargueiro brasileiro Macau é torpedeado pelo submarino alemão na costa da Espanha.
- 26 de outubro: Presidente Venceslau Brás sanciona a proclamação de um estado de guerra com a Alemanha.[6][7][8][9]
- 3 de novembro: Dois navios brasileiros Guaíba e Acari são torpedeados pelos submarinos alemães ao largo do Cabo de São Vicente.[10]

## Nascimentos
- 1 de janeiro: David Nasser, compositor e jornalista (m. 1980).
- 9 de janeiro: Otto Glória, treinador de futebol (m. 1986).
- 18 de maio: Déa Selva, atriz de Cinema e Teatro (m. 1993)

## Mortes
- 16 de janeiro: Raimundo de Farias Brito, escritor e filósofo (n. 1862).
- 11 de fevereiro: Oswaldo Cruz, médico, sanitarista e bacteriologista (n. 1872).